# Lost in Japan
Lost in Japan è un singolo del cantautore canadese Shawn Mendes e del DJ tedesco Zedd, pubblicato il 23 marzo 2018 come secondo estratto dal terzo album in studio Shawn Mendes. Fu scritto da Mendes, Scott Harris, Nate Mercereau e Teddy Geiger, mentre la produzione fu gestita da lui, Mercereau, Geiger e Louis Bell.

## Pubblicazione
Il titolo della canzone fu trovato in un post di Instagram di Mendes di quando lo ritraeva mentre registrava il suo album in Giamaica, e ciò portava alla teoria che lui potesse rilasciare due singoli, e quindi dare le date dei due brani in dei trailer. Ha annunciato il rilascio di questa canzone poche uscite dopo l’uscita di In My Blood, scrivendo su Twitter: "Wanted to give you another song" (Vi volevo dare un'altra canzone).

## Descrizione
"Lost In Japan" è una canzone con dei generi come il funk, R&B e pop, che rimanda allo stile musicale del cantante statunitense Justin Timberlake. Shawn Mendes, in un'intervista, ha confermato la somiglianza con la musica dell'altro cantante, dicendo che era ispirato da tutte le canzoni di Justin, e che le ascoltava tutto il tempo. Nel testo, Shawn dice che andrebbe in ogni parte del mondo solo per essere più vicino alla sua amata.

## Video musicale
Nel videoclip appare numerose volte l'attrice e modella Alisha Boe, diventata nota per avere interpretato Jessica nella Serie TV Netflix Tredici.
Compare anche il DJ Steve Aoki.
L'intero videoclip è un omaggio a Lost in Translation pellicola di Sofia Coppola con Bill Murray e Scarlett Johansson. Le situazioni che vive Shawn sono identiche a quelle che vive Bob, protagonista del film. Appare anche Zedd

## Classifiche
| Classifica (2018)   | Posizione massima |
| ------------------- | ----------------- |
| Australia           | 27                |
| Austria             | 26                |
| Belgio (Fiandre)    | 65                |
| Canada              | 39                |
| Danimarca           | 35                |
| Francia             | 62                |
| Germania            | 69                |
| Irlanda             | 35                |
| Italia              | 67                |
| Paesi Bassi         | 45                |
| Regno Unito         | 30                |
| Repubblica Ceca     | 23                |
| Slovacchia          | 11                |
| Stati Uniti         | 64                |
| Svezia              | 55                |
| Svizzera            | 23                |
| Ungheria (download) | 2                 |